# Koung-Khi
Pour les articles homonymes, voir Koung.

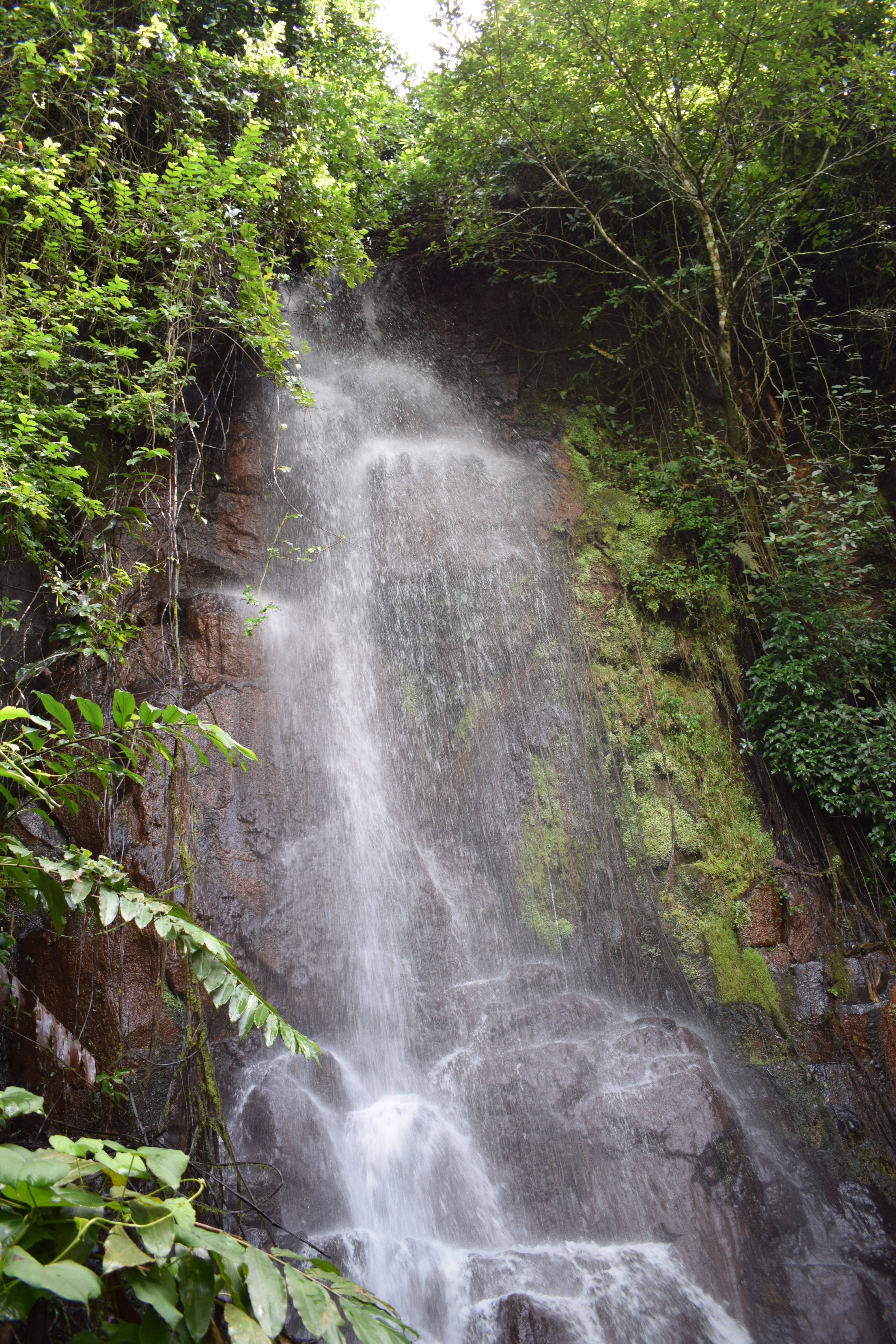
Chute de Pebe dans le Koung-Khi près de Bandjoun. Juin 2019.

Koung-Khi est un département du Cameroun situé dans la région de l'Ouest. 
Sa superficie est de 353 km2

## Histoire
Le département de Koung-Khi est créé en octobre 1992, par démembrement du département de la Mifi. Le nouveau département de Koung-Khi compte alors deux arrondissements : Poumougne, Bayangam et un district Djembem, il a pour chef-lieu Bandjoun.

## Arrondissements
Le département compte 3 arrondissements, (C1, C2, C3 : nombre de chefferies traditionnelles par degré) :
| COG    | Arrondissement | Chef-lieu | Population (2005) | C1 | C2 | C3 |
| ------ | -------------- | --------- | ----------------- | -- | -- | -- |
| OU0701 | Bayangam       | Bayangam  | 4413 397          | 0  | 3  | 40 |
| OU0702 | Poumougne      | Bandjoun  | 40 637            | 1  | 0  | 39 |
| OU0703 | Djebem         | Demdeng   | 10 987            | 0  | 1  | 24 |

## Communes
Le département est découpé en 3 communes :
- Bayangam
- Demdeng
- Pète-Bandjoun

## Chefferies traditionnelles
Le département du Koung-Khi compte 103 chefferies de 3e degré, 4 chefferies traditionnelles de 2e degré et une chefferie de premier degré reconnues par le ministère de l'administration du territoire et de la décentralisation :
- Chefferie Bandjoun, 48 758 habitants en 2015, chefferie de 1er degré

## Particularités
Le royaume Bandjoun est très réputée tout comme son Musée Royal.
Dans la même région on observe plantations et usine de conditionnement des haricots verts